# لیک ویکتوریا (میشیگان)
لیک ویکتوریا (به انگلیسی: Lake Victoria) یک منطقهٔ مسکونی در ایالات متحده آمریکا است که در میشیگان واقع شده‌است. لیک ویکتوریا ۲٫۷ کیلومتر مربع مساحت و ۹۳۰ نفر جمعیت دارد و ۲۴۰٫۷۹ متر بالاتر از سطح دریا واقع شده‌است.